# ピエール・カルティエ
ピエール・エミール・カルティエ（フランス語:Pierre Emile Cartier、1932年6月10日 - 2024年8月17日）は、フランス・スダン出身の数学者。
フランスの若手の数学者集団のペンネームで、架空の数学者ニコラ・ブルバキのメンバーであり、同国出身の数学者アレクサンドル・グロタンディークの同僚でもあった。
また、1979年にアンペール賞を受賞した。

## 生涯
1932年6月10日、フランスアルデンヌ県のスダンに生まれ、高等師範学校に進み、同国出身の数学者アンリ・カルタンやアンドレ・ヴェイユから数学を学ぶ。
1958年にカルティエの論文が評価され、代数幾何学に於ける因子中にカルティエ因子と名付けられた。
1961年から1971年までストラスブールに滞在し、1979年にアカデミー・フランセーズからアンペール賞を受賞した。
2012年、アメリカ数学会のメンバーとなる。
2024年8月17日、エソンヌ県のマルクシで死去。92歳没。